# Jane Popincourt
Jane Popincourt, född okänt år, död efter år 1516, var en engelsk hovfunktionär, känd som älskarinna till Henrik VIII av England. 
Hennes bakgrund är ofullständigt känd. Hon uppges ha kommit från franska Flandern, där det fanns en adlig familj med namnet Popincourt. Vid något tillfälle ska hon ha varit anställd vid det franska hovet, och det uppskattas ha varit hos den franska drottningen Anna av Bretagne under dennas första äktenskap. 
År 1498 anställdes hon som hovdam hos Englands drottning Elizabeth av York; hennes främsta uppgift som sådan var att fungera som lärare i franska åt de engelska prinsessorna, Margareta Tudor och Mary Tudor. Mellan 1502 och 1509 var hon hovfröken hos Mary, och 1509–1514 hos drottningen, Katarina av Aragonien. Åren 1513–1514 ska hon ha haft ett välkänt förhållande med Louis I d'Orléans, hertig de Longueville, det franska sändebudet vid det engelska hovet. Detta var på sin tid en skandal. När Mary Tudor år 1514 skulle gifta sig med kung Ludvig VIII av Frankrike, bad hon att Popincourt skulle få bli en av hennes hovdamer, men Ludvig vägrade att tillåta detta. Orsaken är okänd. Han uttalade att hon borde brännas på bål, vilket antyder att hon hade begått religiösa brott, men det kan också ha varit på grund av hennes förhållande med Loungeville. 
Under 1514 ska Popincourt ha haft ett förhållande med Henrik VIII. Detta förhållande omtalas ofta i historien och hon inkluderas ofta i listan över kungens älskarinnor, men i själva verket finns det inga samtida tecken på att så ska ha varit fallet. I slutet av 1514, när Ludvig VIII hade avlidit, bad Popincourt om att få återvända till Frankrike, och Henrik VIII gav henne en generös penninggåva. Detta har tagits som ett tecken på att de tidigare haft ett förhållande, men med tanke på att hon varit i tjänst hos engelska kungahuset i snart tjugo år, vore det en naturlig gåva av yrkesmässiga skäl. 
Hon avreste till Frankrike år 1516, och återupptog då sitt förhållande med Loungeville. Hon nämns dock inte mer efter detta. 